# Premier League Darts 2014
Die Betway Premier League Darts 2014 war ein Einladungsturnier, welches von der Professional Darts Corporation (PDC) veranstaltet wurde. Sie begann am 6. Februar in der Echo Arena in  Liverpool und endete am 22. Mai 2014 in der Londoner O2 Arena.
Als Titelverteidiger ging der Niederländer Michael van Gerwen an den Start, der erneut das Finale erreichte, sich dort allerdings seinem Landsmann Raymond van Barneveld mit 6:10 legs geschlagen geben musste.
Im deutschen Fernsehen wurde die Premier League 2014 live auf Sport1 und Sport1+ übertragen.

## Qualifikation
Wie im Vorjahr qualifizierten sich die ersten vier Spieler der PDC Order of Merit für die Premier League. Zudem erhielten vier weitere Spieler durch die PDC sowie zwei weitere durch Sky Sports eine Wildcard für die Premier League.
| Spieler               | Gesamtteilnahme in Premier League | Teilnahme in Folge | Rang in der Order of Merit | Beste Platzierung                  | Qualifiziert durch  |
| --------------------- | --------------------------------- | ------------------ | -------------------------- | ---------------------------------- | ------------------- |
| Michael van Gerwen    | 2.                                | 2                  | 1                          | Sieger (2013)                      | PDC Order of Merit  |
| Phil Taylor           | 10.                               | 10                 | 2                          | Sieger (2005–2008, 2010, 2012)     | PDC Order of Merit  |
| Simon Whitlock        | 5.                                | 5                  | 3                          | 2. Platz (2012)                    | PDC Order of Merit  |
| Adrian Lewis          | 7.                                | 5                  | 4                          | 2. Platz (2011)                    | PDC Order of Merit  |
| Dave Chisnall         | 1.                                | 1                  | 5                          | Debüt                              | PDC Wildcard        |
| Peter Wright          | 1.                                | 1                  | 7                          | Debüt                              | PDC Wildcard        |
| Wes Newton            | 2.                                | 2                  | 8                          | 9. Platz (2013)                    | PDC Wildcard        |
| Robert Thornton       | 2.                                | 2                  | 9                          | 5. Platz (2013)                    | PDC Wildcard        |
| Raymond van Barneveld | 9.                                | 9                  | 10                         | Halbfinale (2006–2009, 2011, 2013) | Sky Sports Wildcard |
| Gary Anderson         | 4.                                | 4                  | 17                         | Sieger (2011)                      | Sky Sports Wildcard |

## Ergebnisse

### Vorrunde

#### 6. Februar
Liverpool Echo Arena, Liverpool
|                                      | Score |                           |
| ------------------------------------ | ----- | ------------------------- |
| Dave Chisnall 93.87                  | 7–5   | Robert Thornton 93.28     |
| Peter Wright 97.53                   | 7–3   | Wes Newton 93.75          |
| Raymond van Barneveld 108.52         | 7–2   | Gary Anderson 100.71      |
| Phil Taylor 99.45                    | 0–7   | Michael van Gerwen 109.59 |
| Simon Whitlock 86.31                 | 1–7   | Adrian Lewis 99.13        |
| Höchstes Checkout: Adrian Lewis: 130 |       |                           |

#### 13. Februar
Bournemouth International Center, Bournemouth
|                                    | Score |                             |
| ---------------------------------- | ----- | --------------------------- |
| Wes Newton 91.36                   | 7–5   | Raymond van Barneveld 89.69 |
| Dave Chisnall 92.40                | 6–6   | Peter Wright 83.83          |
| Gary Anderson 98.13                | 7–2   | Simon Whitlock 90.05        |
| Adrian Lewis 100.57                | 7–3   | Phil Taylor 98.27           |
| Robert Thornton 90.23              | 5–7   | Michael van Gerwen 95.83    |
| Höchstes Checkout: Wes Newton: 149 |       |                             |

#### 20. Februar
Odyssey Arena, Belfast
|                                       | Score |                           |
| ------------------------------------- | ----- | ------------------------- |
| Robert Thornton 105.21                | 7–2   | Gary Anderson 95.02       |
| Dave Chisnall 101.01                  | 4–7   | Michael van Gerwen 103.60 |
| Peter Wright 100.40                   | 7–4   | Phil Taylor 101.03        |
| Wes Newton 93.82                      | 7–2   | Adrian Lewis 89.54        |
| Raymond van Barneveld 95.96           | 7–4   | Simon Whitlock 95.44      |
| Höchstes Checkout: Gary Anderson: 121 |       |                           |

#### 27. Februar
SSE Hydro, Glasgow
|                                       | Score |                              |
| ------------------------------------- | ----- | ---------------------------- |
| Peter Wright 93.32                    | 7–1   | Adrian Lewis 90.85           |
| Robert Thornton 82.66                 | 6–6   | Wes Newton 88.45             |
| Simon Whitlock 94.35                  | 3–7   | Phil Taylor 104.82           |
| Michael van Gerwen 98.25              | 5–7   | Raymond van Barneveld 107.31 |
| Dave Chisnall 103.19                  | 5–7   | Gary Anderson 108.22         |
| Höchstes Checkout: Gary Anderson: 170 |       |                              |

#### 6. März
Westpoint Arena, Exeter
|                                        | Score |                          |
| -------------------------------------- | ----- | ------------------------ |
| Peter Wright 98.75                     | 6–6   | Robert Thornton 95.23    |
| Raymond van Barneveld 87.69            | 6–6   | Dave Chisnall 92.46      |
| Adrian Lewis 98.19                     | 6–6   | Michael van Gerwen 97.49 |
| Phil Taylor 99.91                      | 5–7   | Gary Anderson 96.10      |
| Simon Whitlock 99.53                   | 7–5   | Robert Thornton* 103.12  |
| Höchstes Checkout: Simon Whitlock: 150 |       |                          |

*Wes Newton sollte ursprünglich gegen Simon Whitlock antreten, doch musste aufgrund einer Krankheit aussetzen, deshalb spielte Thornton zweimal an diesem Abend. Das Duell zwischen Newton und Whitlock wurde am 27. März (Woche 8) nachgeholt, Thornton hatte an diesem Spieltag frei.

#### 13. März
Capital FM Arena, Nottingham
|                                      | Score |                       |
| ------------------------------------ | ----- | --------------------- |
| Simon Whitlock 88.28                 | 3–7   | Peter Wright 100.72   |
| Adrian Lewis 89.43                   | 7–5   | Gary Anderson 90.62   |
| Michael van Gerwen 105.05            | 7–1   | Wes Newton 103.36     |
| Raymond van Barneveld 99.46          | 6–6   | Robert Thornton 97.48 |
| Phil Taylor 98.46                    | 7–5   | Dave Chisnall 92.43   |
| Höchstes Checkout: Peter Wright: 132 |       |                       |

#### 20. März
First Direct Arena, Leeds
|                                      | Score |                              |
| ------------------------------------ | ----- | ---------------------------- |
| Dave Chisnall 96.15                  | 6–6   | Simon Whitlock 90.58         |
| Robert Thornton 87.57                | 6–6   | Adrian Lewis 93.62           |
| Gary Anderson 99.02                  | 5–7   | Michael van Gerwen 102.30    |
| Wes Newton 101.17                    | 1–7   | Phil Taylor 106.91           |
| Peter Wright 97.80                   | 6–6   | Raymond van Barneveld 100.81 |
| Höchstes Checkout: Peter Wright: 161 |       |                              |

#### 27. März
The O2, Dublin
|                                               | Score |                             |
| --------------------------------------------- | ----- | --------------------------- |
| Gary Anderson 97.41                           | 7–3   | Wes Newton 91.45            |
| Adrian Lewis 99.14                            | 6–6   | Dave Chisnall 101.22        |
| Wes Newton 92.82                              | 6–6   | Simon Whitlock 91.89        |
| Michael van Gerwen 101.22                     | 7–5   | Peter Wright 96.84          |
| Phil Taylor 96.92                             | 6–6   | Raymond van Barneveld 98.72 |
| Höchstes Checkout: Raymond van Barneveld: 160 |       |                             |

#### Judgement Night(3. April)
Motorpoint Arena, Cardiff
|                                        | Score |                             |
| -------------------------------------- | ----- | --------------------------- |
| Gary Anderson 94.15                    | 5–7   | Peter Wright 92.87          |
| Michael van Gerwen 103.67              | 6–6   | Simon Whitlock 100.34       |
| Adrian Lewis 90.95                     | 6–6   | Raymond van Barneveld 89.43 |
| Wes Newton 88.02                       | 5–7   | Dave Chisnall 95.85         |
| Phil Taylor 102.48                     | 7–4   | Robert Thornton 99.12       |
| Höchstes Checkout: Simon Whitlock: 170 |       |                             |

#### 10. April
Motorpoint Arena, Sheffield
|                                       | Score |                             |
| ------------------------------------- | ----- | --------------------------- |
| Dave Chisnall 101.29                  | 5–7   | Raymond van Barneveld 94.72 |
| Peter Wright 98.21                    | 4–7   | Gary Anderson 100.91        |
| Michael van Gerwen 104.31             | 7–5   | Robert Thornton 94.76       |
| Phil Taylor 100.96                    | 7–4   | Adrian Lewis 98.53          |
| Raymond van Barneveld 95.91           | 7–5   | Peter Wright 96.09          |
| Höchstes Checkout: Dave Chisnall: 164 |       |                             |

#### 17. April
GE Gas & Oil Arena, Aberdeen
|                                       | Score |                             |
| ------------------------------------- | ----- | --------------------------- |
| Gary Anderson 96.38                   | 7–4   | Adrian Lewis 99.44          |
| Michael van Gerwen 101.48             | 4–7   | Phil Taylor 106.30          |
| Peter Wright 95.72                    | 4–7   | Dave Chisnall 103.50        |
| Robert Thornton 87.67                 | 1–7   | Raymond van Barneveld 99.73 |
| Michael van Gerwen 95.89              | 7–4   | Adrian Lewis 95.60          |
| Höchstes Checkout: Gary Anderson: 138 |       |                             |

#### 24. April
Phones 4u Arena, Manchester
|                                         | Score |                       |
| --------------------------------------- | ----- | --------------------- |
| Robert Thornton 98.16                   | 5–7   | Peter Wright 97.71    |
| Gary Anderson 98.01                     | 6–6   | Phil Taylor 106.65    |
| Raymond van Barneveld 104.19            | 7–3   | Adrian Lewis 89.49    |
| Michael van Gerwen 99.51                | 7–4   | Dave Chisnall 96.31   |
| Gary Anderson 91.11                     | 6–6   | Robert Thornton 94.49 |
| Höchstes Checkout: Robert Thornton: 137 |       |                       |

#### 1. Mai
National Indoor Arena, Birmingham
|                                      | Score |                      |
| ------------------------------------ | ----- | -------------------- |
| Robert Thornton 104.30               | 7–5   | Dave Chisnall 97.99  |
| Raymond van Barneveld 95.63          | 6–6   | Phil Taylor 95.69    |
| Michael van Gerwen 97.48             | 4–7   | Gary Anderson 100.80 |
| Adrian Lewis 98.67                   | 6–6   | Peter Wright 97.70   |
| Dave Chisnall 92.65                  | 2–7   | Phil Taylor 101.98   |
| Höchstes Checkout: Adrian Lewis: 122 |       |                      |

#### 8. Mai
Metro Radio Arena, Newcastle
|                                            | Score |                           |
| ------------------------------------------ | ----- | ------------------------- |
| Gary Anderson 97.90                        | 7–4   | Dave Chisnall 94.48       |
| Adrian Lewis 96.59                         | 7–5   | Robert Thornton 89.25     |
| Phil Taylor 100.47                         | 6–6   | Peter Wright 100.79       |
| Raymond van Barneveld 96.14                | 4–7   | Michael van Gerwen 105.49 |
| Höchstes Checkout: Michael van Gerwen: 132 |       |                           |

#### 15. Mai
Brighton Centre, Brighton
|                                      | Score |                             |
| ------------------------------------ | ----- | --------------------------- |
| Dave Chisnall 92.05                  | 4–7   | Adrian Lewis 95.71          |
| Gary Anderson 101.30                 | 7–4   | Raymond van Barneveld 95.65 |
| Robert Thornton 95.18                | 5–7   | Phil Taylor 101.29          |
| Peter Wright 104.54                  | 5–7   | Michael van Gerwen 110.85   |
| Höchstes Checkout: Peter Wright: 161 |       |                             |

### Tabelle
| Pl. | Spieler               | Sp. | S  | U | N | Legs gew. | Legs ver. | Diff. | LWAT | 100+ | 140+ | 180 | Avg.   | Höchst. Check. | Check.- Quote | Punkte |
| --- | --------------------- | --- | -- | - | - | --------- | --------- | ----- | ---- | ---- | ---- | --- | ------ | -------------- | ------------- | ------ |
| 1   | Michael van Gerwen    | 16  | 11 | 2 | 3 | 102       | 75        | +27   | 39   | 207  | 156  | 55  | 102.00 | 164            | 40,80 %       | 24     |
| 2   | Raymond van Barneveld | 16  | 7  | 6 | 3 | 98        | 82        | +16   | 32   | 240  | 122  | 46  | 97.47  | 160            | 50,52 %       | 20     |
| 3   | Phil Taylor           | 16  | 8  | 4 | 4 | 92        | 80        | +12   | 37   | 244  | 111  | 41  | 101.36 | 144            | 38,02 %       | 20     |
| 4   | Gary Anderson         | 16  | 9  | 2 | 5 | 94        | 82        | +12   | 33   | 237  | 122  | 46  | 97.86  | 170            | 43,32 %       | 20     |
| 5   | Peter Wright          | 16  | 6  | 5 | 5 | 95        | 86        | +9    | 34   | 263  | 137  | 37  | 97.05  | 161            | 41,48 %       | 17     |
| 6   | Adrian Lewis          | 16  | 5  | 5 | 6 | 83        | 90        | −7    | 30   | 200  | 107  | 54  | 95.34  | 130            | 38,07 %       | 15     |
| 7   | Dave Chisnall         | 16  | 3  | 4 | 9 | 83        | 101       | −18   | 31   | 218  | 140  | 64  | 96.68  | 164            | 37,73 %       | 10     |
| 8   | Robert Thornton       | 16  | 2  | 5 | 9 | 84        | 100       | −16   | 26   | 215  | 125  | 63  | 94.86  | 137            | 35,00 %       | 9      |
| 9   | Wes Newton            | 9   | 2  | 2 | 5 | 39        | 54        | −15   | 15   | 129  | 48   | 25  | 93.80  | 149            | 31,71 %       | 6      |
| 10  | Simon Whitlock        | 9   | 1  | 3 | 5 | 38        | 58        | −20   | 13   | 99   | 62   | 25  | 92.97  | 170            | 43,18 %       | 5      |

| Nach Judgement Night ausgeschieden | Nach Judgement Night ausgeschieden |
| ---------------------------------- | ---------------------------------- |
|                                    |                                    |
| Wes Newton                         | Simon Whitlock (2017)              |

| Vor Play-offs ausgeschieden | Vor Play-offs ausgeschieden | Vor Play-offs ausgeschieden | Vor Play-offs ausgeschieden |
| --------------------------- | --------------------------- | --------------------------- | --------------------------- |
|                             |                             |                             |                             |
| Peter Wright (2022)         | Adrian Lewis (2011)         | Dave Chisnall (2019)        | Robert Thornton (2019)      |

### Play-offs(22. Mai)
O2 Arena, London
|                                             | Score |                              |
| ------------------------------------------- | ----- | ---------------------------- |
| Halbfinale (best of 15 legs)                |       |                              |
| Michael van Gerwen 101.18                   | 8–7   | Gary Anderson 99.07          |
| Raymond van Barneveld 92.27                 | 8–5   | Phil Taylor 93.43            |
| Finale (best of 19 legs)                    |       |                              |
| Michael van Gerwen 102.98                   | 6–10  | Raymond van Barneveld 101.93 |
| Highest Checkout: Raymond van Barneveld 116 |       |                              |

| Play-offs                    | Play-offs                 | Play-offs            | Play-offs          |
| ---------------------------- | ------------------------- | -------------------- | ------------------ |
|                              |                           |                      |                    |
| Raymond van Barneveld (2019) | Michael van Gerwen (2017) | Gary Anderson (2016) | Phil Taylor (2013) |
| Sieger                       | Finalist                  | Halbfinalisten       | Halbfinalisten     |

## Preisgelder
Das Preisgeld wurde im Vergleich zum Vorjahr um £ 30.000 auf insgesamt £ 550.000 erhöht.
| Position (Anzahl der Spieler) | Position (Anzahl der Spieler) | Preisgeld |
| ----------------------------- | ----------------------------- | --------- |
| Gewinner                      | (1)                           | £ 150.000 |
| Finalist                      | (1)                           | £ 75.000  |
| Halbfinalisten                | (2)                           | £ 60.000  |
| 5. Platz                      | (1)                           | £ 50.000  |
| 6. Platz                      | (1)                           | £ 45.000  |
| 7. Platz                      | (1)                           | £ 35.000  |
| 8. Platz                      | (1)                           | £ 30.000  |
| 9. Platz                      | (1)                           | £ 25.000  |
| 10. Platz                     | (1)                           | £ 20.000  |

Die gewonnenen Preisgelder werden nicht in die Order of Merit miteinberechnet, da es sich um ein Einladungsturnier handelt.

## Trivia
- Die Spieler wurden von den „Walk-on girls“ Daniela Allfree, Hazel O’Sullivan und Jess Impiazzi auf die Bühne begleitet.[1]